# Cerro Vinciguerra
Pour les articles homonymes, voir Vinciguerra.
Le cerro Vinciguerra est un sommet argentin de Terre de Feu. C'est le plus haut sommet de la cordillère fuégienne orientale (Andes). Situé dans le parc national Tierra del Fuego, au sud du lac Fagnano sur la grande île de la Terre de Feu, il possède un glacier entre ses deux sommets principaux (Est et Ouest).
Il a été nommé en l'honneur de l'ichtyologue italien Decio Vinciguerra.